# Marc Jacobs (modeontwerper)

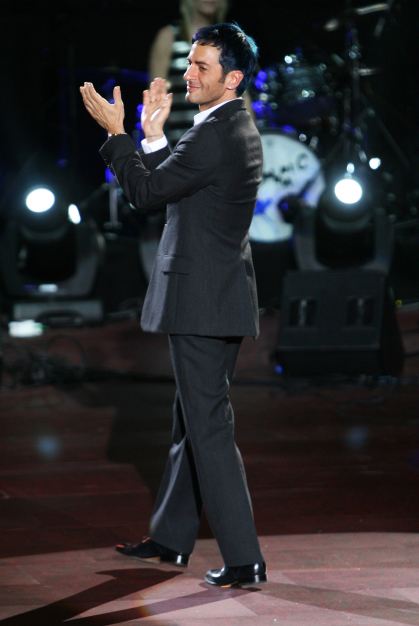
Marc Jacobs

Marc Jacobs (New York, 9 april 1963) is een Amerikaanse modeontwerper.

## Levensloop
Na te zijn geslaagd aan de High School of Art and Design in New York in 1981 studeerde hij aan de Parsons School of Design. In 1984 begon zijn samenwerking met Robert Duffy onder de naam Jacobs Duffy Inc. Hij werd bekend in de modewereld toen hij in 1988 samen met Duffy voor Perry Ellis ging werken en in 1993 een "grungecollectie" voor het modehuis ontwierp, wat overigens meteen leidde tot zijn ontslag.
In 1986 bracht hij zijn eerste collectie onder eigen naam uit. Later kwam daar ook de lijn Marc by Marc Jacobs bij. Jacobs is van 1997 tot 2014 artistiek directeur geweest van Louis Vuitton, waarvoor hij de eerste prêt-à-porterlijn tekende. Hij beschouwt filmregisseur Sofia Coppola als zijn muze: een stijlvolle en dromerige vrouw, met een tijdloze en toch meisjesachtige uitstraling.

## Privé
Jacobs is getrouwd met Char Defrancesco.
- Bibsys: 6094210
- Bibliothèque nationale de France: cb146461814 (data)
- CiNii: DA15526350
- Gemeinsame Normdatei: 130825824
- International Standard Name Identifier: 0000 0001 2098 8480
- Library of Congress Control Number: no00015569
- Nationale Bibliotheek van Letland: 000185836
- Nationale Bibliotheek van Tsjechië: xx0200221
- Nationale Bibliotheek van Israël: 987012384788805171
- Nederlandse Thesaurus van Auteursnamen: 271310871
- RKD-Nederlands Instituut voor Kunstgeschiedenis: 229209
- Système universitaire de documentation: 10914032X
- Union List of Artist Names: 500277365
- Virtual International Authority File: 6048376
- WorldCat: E39PBJyt4BY8jT6b4mkmY6GJXd